# Asociación de Golfistas Profesionales de Estados Unidos
La Asociación de Golfistas Profesionales de Estados Unidos (en inglés: Professional Golfers' Association of America, cuyas siglas son PGA) es una organización que acoge a golfistas profesionales en Estados Unidos. Fue fundada en el año 1916 y tiene su sede en Palm Beach Gardens, Florida (Estados Unidos). Afirma ser la organización deportiva más grande con más de 28 000 miembros. Esta asociación tiene actualmente un objetivo representativo para los profesionales del golf (tanto profesionales de club como profesores), ya que todo lo relativo a la representación de los golfistas de élite en los Estados Unidos está dirigido por el PGA Tour, un organismo que se desligó de la PGA en 1968. Existe una organización paralela para golfistas femeninas profesionales, llamada LPGA.